# Zantedeschia aethiopica
Zantedeschia aethiopica, conocida comúnmente como cala, cala de Etiopía, aro de Etiopía, lirio de agua, cartucho, alcartaz (que significa cucurucho), flor de pato o flor del jarro,  es una planta perenne herbácea de origen sudafricano, de la familia de las aráceas, la más robusta y ampliamente naturalizada del género Zantedeschia. 

## Descripción
Especie herbácea perenne de entre 60 a 100 cm de altura. Posee un rizoma oblongo y grueso del que surgen raíces de hasta 15 cm de largo. Produce numerosas hojas de color verde brillante basales, sagitadas y largamente pecioladas. Las inflorescencias erectas se llaman espádices, pueden medir de 4 a 18 cm de largo y están envueltas por una espata (bráctea modificada) blanca de forma acampanada. En las variedades pueden ser de diversos colores. Es monoica, por lo que las diminutas flores de ambos sexos se encuentran en la misma planta; en cada espata las femeninas se sitúan bajo las masculinas, que forman las anteras amarillas. Es la flor nacional de Etiopía. se da en ayotlan

## Distribución y hábitat
Esta planta es originaria de Sudáfrica. Se ha naturalizado y también se cultiva en muchas otras partes del mundo de clima cálido o tropical, donde se ha clasificado como especie tóxica, tanto para los humanos como para el ganado, y como maleza.
Prefiere áreas húmedas y sombreadas con abundancia de agua.

## Usos y cultivo
Se cultiva como planta ornamental o para flor cortada por sus vistosas espatas de color blanco. 
Según algunos estudios científicos puede ser útil en la limpieza de aguas residuales evitando la proliferación de algas.
Aunque es de origen tropical, resiste moderadamente el frío. Se cultiva al exterior en sombra o semisombra, en terrenos húmedos y fértiles o como planta semiacuática. 

## Toxicidad
Toda la planta es tóxica, Como principio activo contiene cristales de oxalato de calcio. La savia es muy irritante. Los signos clínicos son tanto locales como generales. Entre los locales (por contacto directo) produce irritación de la piel, labios, mucosa bucal. Entre los generales gastroenteritis y diarrea.

## Simbología

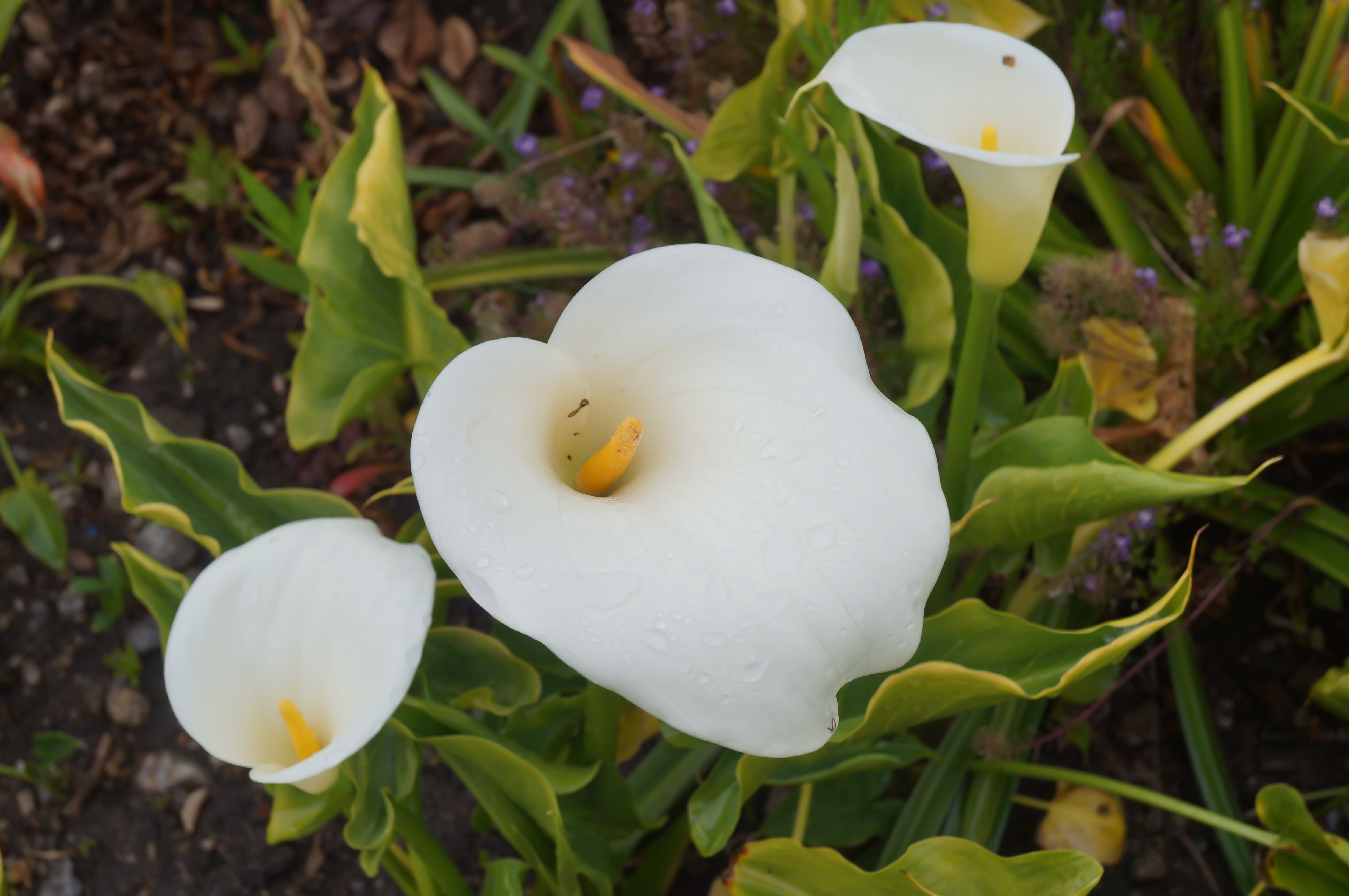
Espatas.

En Galicia su flor es muy usada a la fiesta de los mayos, por lo que se asocia a la primavera.
El "lirio de agua" ha sido utilizado como símbolo político por los nacionalistas republicanos de Irlanda del Norte en sus pretensiones de conseguir la independencia o bien la integración de la provincia en la República de Irlanda.[cita requerida] Es la flor nacional de Etiopía.
En Latinoamérica es una flor asociada a los cementerios, pues se emplea, junto a otras flores, para adornar las tumbas en el día de los difuntos.

## Taxonomía
La especie fue descrita inicialmente como Calla aethiopica por Carlos Linneo y publicado en Species Plantarum 2: 968, en 1753, actualmente es tanto un sinónimo como el basónimo de esta; y ulteriormente, sería transferida al género Zantedeschia por Kurt Polycarp Joachim Sprengel en Systema Vegetabilium, editio decima sexta 3: 765, en 1826.

#### Etimología
Ver: Zantedeschia
aethiopica: epíteto geográfico que alude a su localización en Etiopía.